# Гняздовские
Гняздовские (пол. Gniazdowski) — дворянский род.
Герб Гняздова вместе с потомственным дворянством пожалован Начальнику Соляного Отделения Правительственной Комиссии Финансов и Казначейства в Царстве Польском Статс-Референдарию Петру Осипову сыну Гняздовскому, на основании статьи 16-й пункта 3-го Положения о дворянстве 1836 года, грамотою императора Николая I от 21 марта (2 апреля) 1844 года.

## Описание герба
В красном поле золотой корабль, с каменною посреди башнею; над башнею и по её бокам по золотой звезде.
В навершии шлема дворянскою короною увенчанного, три страусовые пера; на среднем скирдный навес. Намет красный с золотым подбоем. Герб Гняздова Гняздовского внесен в Часть 2 Гербовника дворянских родов Царства Польского, стр. 206.